# Гумотелініт

Гумотелініт (рос. гумотелинит, англ. humotelinite, нім. Humotelinit m) — мацерали бурого вугілля, які являють собою решітки рослинних тканин, що зберегли свою структуру. Відповідають телініту кам'яного вугілля.